# Hydrogène arsénié (maladie professionnelle)

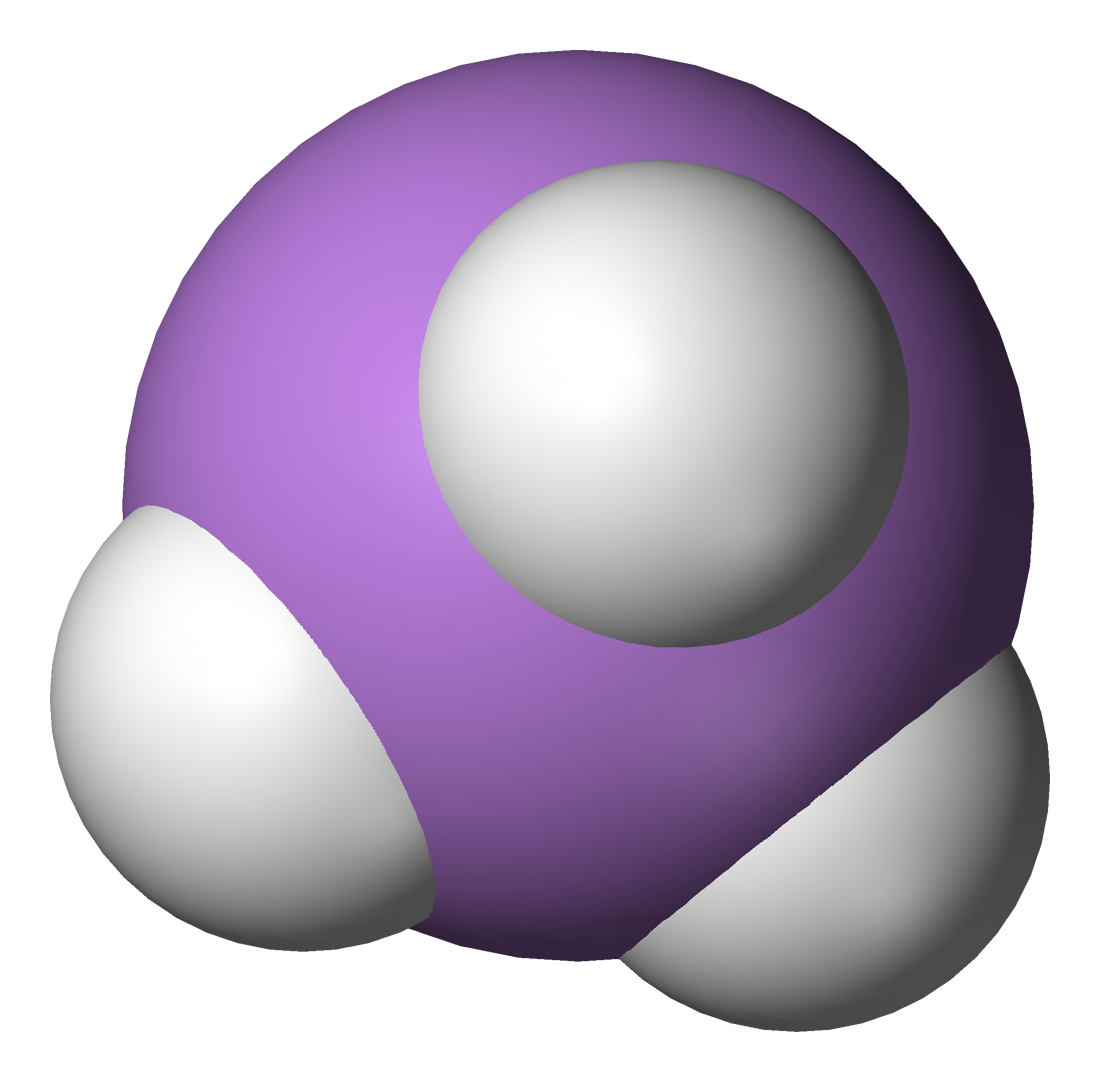
Trihydrure d'arsenic.

Une intoxication par l'hydrogène arsénié (ou trihydrure d'arsenic) est une maladie professionnelle, reconnue en France sous certaines conditions.
Cet article relève du domaine de la législation sur la protection sociale ; il revêt un caractère davantage juridique que médical.

## Législation en France

### Régime général
| Fiche Maladie professionnelle | Fiche Maladie professionnelle | Fiche Maladie professionnelle |
| Ce tableau définit les critères à prendre en compte pour qu'une intoxication par l'hydrogène arsénié soit prise en charge au titre de la maladie professionnelle | Ce tableau définit les critères à prendre en compte pour qu'une intoxication par l'hydrogène arsénié soit prise en charge au titre de la maladie professionnelle | Ce tableau définit les critères à prendre en compte pour qu'une intoxication par l'hydrogène arsénié soit prise en charge au titre de la maladie professionnelle |
| Régime général. Date de création : 10 novembre 1942 | Régime général. Date de création : 10 novembre 1942 | Régime général. Date de création : 10 novembre 1942 |
| Tableau no 21 RG | Tableau no 21 RG | Tableau no 21 RG |
| Intoxication professionnelle par l'hydrogène arsénié | Intoxication professionnelle par l'hydrogène arsénié | Intoxication professionnelle par l'hydrogène arsénié |
| --- | --- | --- |
| Désignation des maladies | Délai de prise en charge | Liste indicative des principaux travaux susceptibles de provoquer ces maladies |
| Hémoglobinurie. | 15 jours | Travaux exposant aux émanations d'hydrogène arsénié, notamment : - Traitement des minerais arsenicaux ; - Préparation et emploi des arséniures métalliques ; - Décapage des métaux ; détartrage des chaudières ; - Gonflement des ballons avec de l'hydrogène impur. |
| Ictère avec hémolyse. | 15 jours | Travaux exposant aux émanations d'hydrogène arsénié, notamment : - Traitement des minerais arsenicaux ; - Préparation et emploi des arséniures métalliques ; - Décapage des métaux ; détartrage des chaudières ; - Gonflement des ballons avec de l'hydrogène impur. |
| Néphrite azotémique. | 30 jours | Travaux exposant aux émanations d'hydrogène arsénié, notamment : - Traitement des minerais arsenicaux ; - Préparation et emploi des arséniures métalliques ; - Décapage des métaux ; détartrage des chaudières ; - Gonflement des ballons avec de l'hydrogène impur. |
| Accidents aigus (coma) en dehors des cas considérés comme accidents du travail.                                                                                  | 3 jours | Travaux exposant aux émanations d'hydrogène arsénié, notamment : - Traitement des minerais arsenicaux ; - Préparation et emploi des arséniures métalliques ; - Décapage des métaux ; détartrage des chaudières ; - Gonflement des ballons avec de l'hydrogène impur. |
| Date de mise à jour : 13 septembre 1955 | | |

### Données professionnelles
Le trihydrure d'arsenic est utilisé dans l'industrie des composants électroniques pour le dopage des semi-conducteurs, ainsi que dans la chimie organique de synthèse.
De nombreuses opérations industrielles peuvent occasionner le dégagement d'hydrogène arsénié :
- traitement de minerais arsenicaux ou de minerais contenant des impuretés d'arsenic (zinc surtout, mais également cuivre, étain ou plomb) ;
- fonderies de métaux ferreux, fonderies d'étain et de zinc, électrolyse, etc. ;
- détartrage acide de chaudières ;
- bronze d'art (traitement de pièces métalliques dans des solutions acides contenant de l'arsenic) ;
- restauration de peintures contenant des pigments arsenicaux.

### Données médicales
Le dihydrure d'arsenic est absorbé essentiellement par inhalation et pénètre par diffusion passive dans les poumons.
Il se concentre surtout dans le sang, le foie, les poumons, les reins et est éliminé dans les urines.
Le trihydrure d'arsenic est un gaz très toxique par inhalation ou même par contamination cutanée et qui peut être à l'origine d'intoxications mortelles. Il se lie à l'hémoglobine, entraînant une hémolyse et une anémie aiguë.
La toxicité est principalement hématologique et rénale (insuffisance rénale aiguë par hémoglobinurie) mais aussi neurologique et pulmonaire.
La durée de latence avant l'apparition des premiers symptômes est d'autant plus courte que l'intensité de l'exposition est plus élevée.
Une exposition à 250 ppm est rapidement fatale et des symptômes non spécifiques peuvent apparaître dès 0,5 ppm.
Dans les formes légères, consécutives à une exposition prolongée à de faibles expositions peuvent  s'associer des signes peu évocateurs tels céphalées, douleurs musculaires, nausées.
Dans les formes aiguës marquées, on constate en outre des vertiges, des frissons, des vomissements, des douleurs abdominales. La gravité de l'intoxication dépend de l'importance de l'hémolyse : anémie hémolytique (élévation de la bilirubine non conjuguée, hémoglobinurie). L'atteinte rénale peut compléter le tableau, allant de l'hémoglobinurie modérée (urines rouges) à l'insuffisance rénale aiguë par néphropathie tubulo-interstitielle (avec oligurie puis anurie). Il peut également apparaître une atteinte hépatique vers le 2e ou 3e jour avec une élévation modérée des transaminases rapidement réversible. Des atteintes cardiovasculaires (avec anomalies de l'électrocardiogramme) et pulmonaire (œdème pulmonaire transitoire) peuvent également survenir. On retrouve parfois des séquelles à type de neuropathie périphérique et d'insuffisance rénale chronique.
L'intoxication chronique est exceptionnelle.
En France, le ministère du Travail a fixé une valeur moyenne d'exposition (VME) à 0,05 ppm et une valeur limite d'exposition (VLE) à 0,2 ppm.